# Zune (GUI)

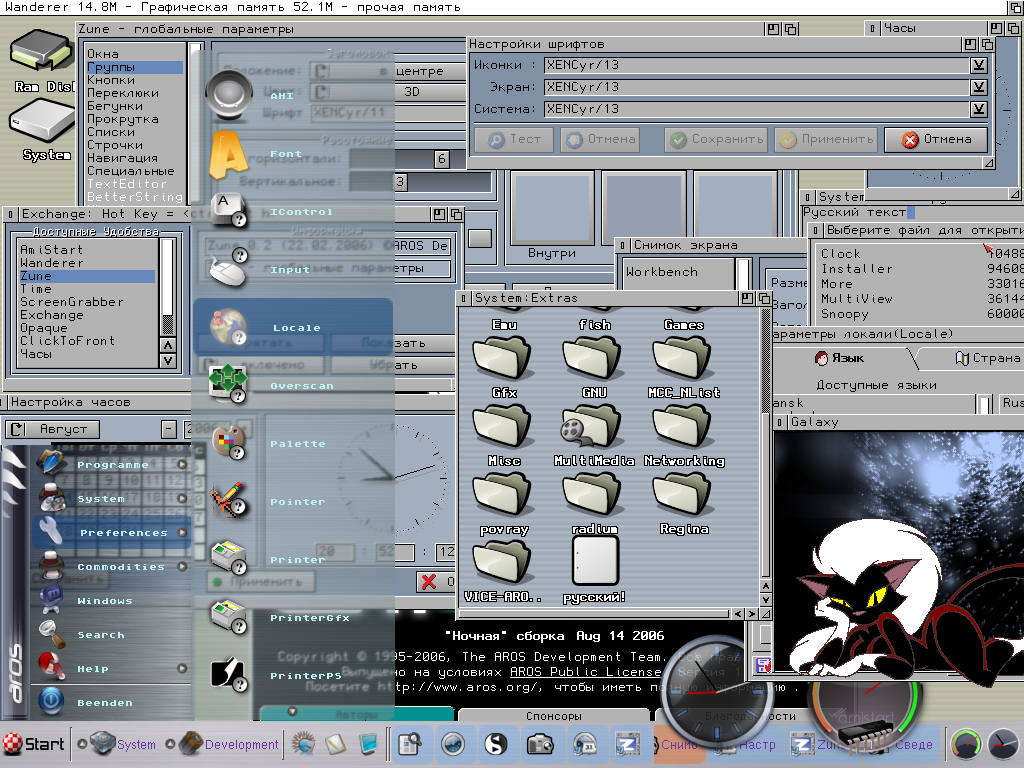
System Zune (GUI) do systemu operacyjnego AROS

Zune – oparty na BOOPSI, obiektowy i darmowy system tworzenia GUI dla systemu operacyjnego AROS, stanowiący zamiennik MUI. Autorem MUI jest Stefan Stuntz.